# Четвърти икономически сектор
Четвърти икономически сектор  е начин да се опише базираната на знание част от икономиката, която типично включва услуги от вида на информационното производство и споделяне, информационните технологии, консултирането, образованието, изследванията и развитието и благоустройството, финансовото планиране и други базирани на знание услуги. Терминът е използван също така, за да опише медията, културата, както и правителството (тоест самото управление). Терминът, по-нататък, има смисълът на делинеация на три-секторната хипотеза за индустрията в икономиката, по начина, по който четвъртият сектор се отнася до онази част от третия (третичния) сектор, по същия начин, както и петия икономически сектор. Твърди се, че интелектуалните услуги са достатъчно различни, за да гарантират един отделен сектор и да не бъдат смятани просто за част от третичния сектор. Този сектор се развива в добре развитите страни и естествено изисква високообразована работна сила.